# Pieńpole
Pieńpole – wieś sołecka w Polsce, położona w województwie mazowieckim, w powiecie mławskim, w gminie Stupsk.
| SIMC    | Nazwa      | Rodzaj    |
| ------- | ---------- | --------- |
| 0127462 | Stefankowo | część wsi |

W latach 1975–1998 miejscowość administracyjnie należała do województwa ciechanowskiego.
Wierni Kościoła rzymskokatolickiego należą do parafii św. Mikołaja w Niedzborzu.